# Funpop
Funpop is een tweedaags popfestival dat jaarlijks in Horst, in de Nederlandse provincie Limburg, dat georganiseerd wordt door Stichting Funpop. Het muziekfestival is bedoeld voor mensen met een verstandelijke beperking, hun begeleiders, familie, vrienden en verder geïnteresseerden. Het vindt jaarlijks plaats in de maand mei  op festivalterrein Kasteelpark Ter Horst in Horst.

## Geschiedenis
De eerste plannen voor een eigen festival, speciaal voor mensen met een verstandelijke beperking, dateren van 1995. De eerste editie vond op 31 mei 1997 plaats in Arcen. Omdat het bezoekersaantal groeit en het terrein aldaar te klein wordt, wordt het festival de laatste jaren in Horst gehouden. Momenteel wordt het festival jaarlijks door ca. 7500 personen bezocht.

## Edities
| Jaar                              | Hoofdpodium |
| --------------------------------- | --- |
| zaterdag 30 en zondag 31 mei 2015 | Frans Bauer Wolter Kroes Roy Donders Nielson Vinzzent O'G3NE Anita Meyer Popgunn Henk Bernard Total Loss Immerlau Het Feestteam Troubadour Math                |
| zaterdag 28 en zondag 29 mei 2016 | Boem Box Band Fabrizio Martijn Fischer The Kik Wolter Kroes Ali B BZB Da Ma Zoeë Fezz Thomas Berge Corry Konings Gers Pardoel Jan Smit (zanger) The Guilty Six |